# The Marmorosch Bucharest

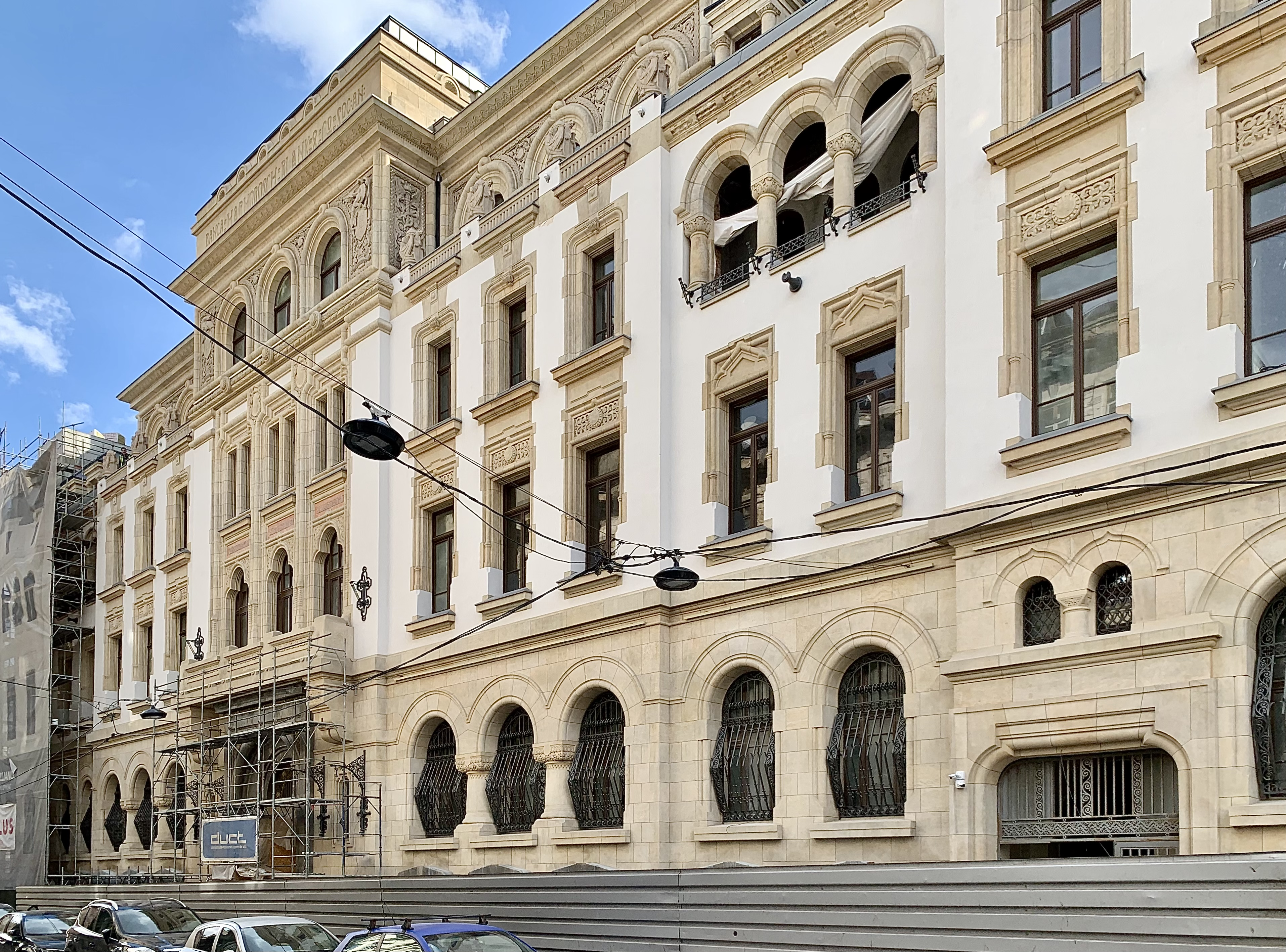
The Marmorosch Bucharest (vor der Neueröffnung)

The Marmorosch Bucharest. Autograph Collection Hotels ist eines der luxuriösesten Hotels in Rumänien. Es liegt im Bukarester Stadtteil Lispcani in der Strada Doamnei 4. Es wurde 2021 eröffnet und befindet sich im 1923 fertiggestellten Gebäude der Banca Marmorosch, Blank & Co. des Bankiers Jacob Marmorosch, das ab 1948 leer stand.

## Geschichte
Der Palast der Banca Marmorosch, Blank & Co entstand zwischen 1915 und 1923 nach Plänen des Architekten Petre Antonescu. Das Gebäude ist in einem neorumänischen Stil erbaut, der aus mehreren Stilen besteht: byzantinisch, gotisch, moldauisch. Im Inneren ist der Palast im neorumänischen Stil von Cecilia Cuțescu-Storck dekoriert. 1993 wurde das Gebäude nach einem Projekt des Architekten Tiberiu Boitan erweitert. Der litauische Hotelbetreiber Apex Alliance kaufte den Gebäudekomplex und eröffnete im Sommer 2021 das Marmorosch Bucharest, Autograph Collection. Das Hotel befindet sich im ehemaligen Palast der Marmorosch-Blank Bank in der Altstadt von Bukarest. Die Umwandlung des Gebäudes in ein Hotel erforderte eine Investition von 42 Millionen Euro und drei Jahre Arbeit, um das architektonische Erbe des Art déco und des Jugendstils wiederzubeleben.

## Neues Hotel
Das Hotel wird die Ära der Belle Époque präsentieren, die das gesamte Anwesen durchdrungen hat, sagte Apex Alliance in einer Pressemitteilung. Das Marmorosch Bukarest ist das erste Hotel in Rumänien, das sich Autograph Collection Hotels anschließt, dem Portfolio gehobener Luxushotels von Marriott International. Das Marmorosch Bukarest verfügt über insgesamt 217 Zimmer. Das Blank Restaurant und die Blank Bar & Lounge, haben zusammen eine Kapazität von fast 200 Gästen. Das Hotel umfasst auch vier Konferenzräume mit einer Gesamtkapazität von mehr als 230 Gästen.